# Nekrolog März 2011
Nekrolog
◄◄
| ◄
| 2007
| 2008
| 2009
| 2010
| 2011 | 2012 | 2013 | 2014 | 2015 | ► | ►►
Januar |
Februar |
März |
April |
Mai |
Juni |
Juli |
August |
September |
Oktober |
November |
Dezember 2011
Weitere Ereignisse | Allgemeiner Nekrolog 2011
Die Beschreibung der verstorbenen Person sollte so kurz wie möglich gehalten sein und nur deren signifikante Tätigkeit(en) enthalten.
Neue Namen ggf. auch unter dem Geburts- und Sterbedatum, also etwa unter 1. Januar und im Geburts- und Sterbejahr (2024) eintragen (nur bei entsprechender großer Wichtigkeit). Für Beispiele siehe die schon vorhandenen Artikel.
Außerdem über die fünf zuletzt Verstorbenen, zu denen es einen ausreichend guten Artikel für eine Präsentation auf der Hauptseite gibt, nach der todesbedingten Überarbeitung der Artikel ggf. auch unter Wikipedia Diskussion:Hauptseite informieren und sie am besten auch in den anderen Wikipedia-Sprachversionen eintragen. Tipp: Regelmäßig bei news.google.de nach „ist tot“, „gestorben“ oder „verstorben“ suchen.
Wenn eine Person gestorben ist, gibt es viele Seiten zu dieser Person in der Wikipedia, die davon auch betroffen sind und entsprechend aktualisiert werden müssen. Beispiele: Namenübersichtsseite, Geburtsjahr, Geburtsort-Seiten und viele mehr.
Wie finde ich die betroffenen Seiten?
Im Suchfeld auf der linken Seite gibt man den Suchbegriff so ein: „Vorname Nachname“. Dann klickt man auf Volltext und alle Seiten mit entsprechendem Suchtext werden aufgerufen. Hier sieht man dann schnell, wo auch das Todesjahr Sinn macht oder sogar ein Teil des Artikels angepasst werden muss. Auch hilft das „Werkzeug“ auf der linken Seite sehr gut, um solche Seiten aufzufinden: „Links auf diese Seite“. Somit ist die Wikipedia wieder aktuell in allen Bereichen! Hinweis: bei Eintragung der Kategorie „Gestorben JAHR“ wird der Missbrauchsfilter 49 ausgelöst, was jedoch nicht schlimm ist. Siehe: Spezial:Missbrauchsfilter/49
Dies ist eine Liste von im März 2011 verstorbenen bekannten Persönlichkeiten. Die Einträge erfolgen innerhalb der einzelnen Daten alphabetisch sortiert. Tiere sind im Nekrolog für Tiere zu finden.

## März
| Tag      | Name                             | Beruf, bekannt als                                                                                                  | Alter      | Beleg  |
| -------- | -------------------------------- | --- | ---------- | ------ |
| 1. März  | Friedrich Brein                  | österreichischer Klassischer Archäologe                                                                             | 70         |        |
| 1. März  | Keidō Fukushima                  | japanischer Buddhist                                                                                                | 78         |        |
| 1. März  | Roger Gautier                    | französischer Ruderer                                                                                               | 88         |        |
| 1. März  | John Michael Lounge              | US-amerikanischer Astronaut                                                                                         | 64         |        |
| 1. März  | Klaus Luhmer                     | deutscher Pädagoge                                                                                                  | 94         |        |
| 1. März  | Hugo Maier                       | deutscher Professor                                                                                                 | 57         |        |
| 1. März  | Ion Monea                        | rumänischer Boxer                                                                                                   | 70         |        |
| 1. März  | Horst Müller                     | deutscher Rennrodler                                                                                                | 58         |        |
| 1. März  | Johann Römer                     | österreichischer Politiker                                                                                          | 61         |        |
| 1. März  | Hazel Rowley                     | australische Autorin                                                                                                | 59         |        |
| 1. März  | Rolf E. Straub                   | deutscher Kunstprofessor                                                                                            | 90         | [ 1 ]  |
| 2. März  | Eberhard Beschnitt               | deutscher Wirtschaftspolitiker (SED) in der DDR                                                                     | 77         |        |
| 2. März  | Shahbaz Bhatti                   | pakistanischer Politiker                                                                                            | 42         |        |
| 2. März  | Anthony Brooke                   | Thronprätendent von Sarwak                                                                                          | 98         |        |
| 2. März  | Vlassis Caniaris                 | griechischer bildender Künstler                                                                                     | 83         |        |
| 2. März  | Lidija Dawydowa                  | sowjetische bzw. russische Sopranistin und Kammersängerin                                                           | 79         |        |
| 2. März  | Kurt Hermann Frickel             | deutscher Genealoge                                                                                                 | 71         |        |
| 2. März  | Čestmír Gregor                   | tschechischer Komponist und Musikwissenschaftler                                                                    | 84         |        |
| 2. März  | Geoffrey Kingscott               | britischer Übersetzer, Autor, Journalist, Redakteur und Politiker                                                   | 74         |        |
| 2. März  | Paul Kriwaczek                   | britischer Autor und TV-Produzent                                                                                   | 73         |        |
| 2. März  | Erling Kroner                    | dänischer Musiker                                                                                                   | 67         |        |
| 2. März  | Allan Louisy                     | Politiker aus St. Lucia                                                                                             | 94         |        |
| 2. März  | David Lynch                      | US-amerikanischer Rechtsextremist                                                                                   | 40         |        |
| 2. März  | Luis Martínez Villicaña          | mexikanischer Politiker                                                                                             | 71         |        |
| 2. März  | Ruby Muhammad                    | US-amerikanisches Mitglied der Nation of Islam                                                                      | 103        |        |
| 2. März  | Helmut Preusche                  | deutscher Verlagsleiter                                                                                             | 84         |        |
| 2. März  | Hilgard O’Reilly Sternberg       | brasilianischer Geograph                                                                                            | 93         |        |
| 2. März  | Thor Vilhjálmsson                | isländischer Schriftsteller                                                                                         | 85         |        |
| 2. März  | Wu Jieping                       | chinesischer Mediziner und Politiker                                                                                | 94         |        |
| 3. März  | Constantine Cavarnos             | US-amerikanischer Philosoph, Byzantinist und orthodoxer Mönch                                                       |            |        |
| 3. März  | Aldo Clementi                    | italienischer Komponist                                                                                             | 85         |        |
| 3. März  | Paquito Diaz                     | philippinischer Schauspieler                                                                                        | 73         |        |
| 3. März  | James Elliot                     | US-amerikanischer Astrophysiker                                                                                     | 67         |        |
| 3. März  | Michael Engel                    | deutscher Chemiker, Historiker und Verleger                                                                         | 69         |        |
| 3. März  | Lasse Eriksson                   | schwedischer Komiker                                                                                                | 61         |        |
| 3. März  | Goga Kapoor                      | indischer Schauspieler                                                                                              | 70         |        |
| 3. März  | Friedhelm Kemp                   | deutscher Literaturwissenschaftler, Schriftsteller und Übersetzer                                                   | 96         |        |
| 3. März  | Irena Kwiatkowska                | polnische Schauspielerin                                                                                            | 98         |        |
| 3. März  | Bohdan Pociej                    | polnischer Musikwissenschaftler                                                                                     | 78         |        |
| 3. März  | Venkatraman Radhakrishnan        | indischer Astrophysiker                                                                                             | 81         |        |
| 3. März  | Ray C. Osborne                   | US-amerikanischer Politiker                                                                                         | 77         |        |
| 3. März  | Aracy de Carvalho Guimarães Rosa | brasilianische Gerechte unter den Völkern                                                                           | 102        |        |
| 3. März  | Otto Schloßer                    | deutscher Internist und ärztlicher Standespolitiker                                                                 | 89         |        |
| 3. März  | Wolfgang Schlotmann              | deutscher Politiker                                                                                                 | 69         |        |
| 3. März  | Magda Starkenstein               | niederländisch-tschechoslowakische Kunsthistorikerin, Kunstkritikerin, Übersetzerin und Dolmetscherin               | 93         |        |
| 3. März  | Pep Torrents                     | spanischer Schauspieler und Synchronsprecher                                                                        | 67         |        |
| 3. März  | Alex Wiska                       | deutscher Musiker                                                                                                   | 60         |        |
| 4. März  | Tara Ashton                      | US-amerikanische Schauspielerin                                                                                     | 72         |        |
| 4. März  | Krishna Prasad Bhattarai         | nepalesischer Politiker                                                                                             | 86         |        |
| 4. März  | Charles Jarrott                  | britisch-kanadischer Regisseur                                                                                      | 83         |        |
| 4. März  | Werner Klaer                     | deutscher Politiker                                                                                                 | 81         |        |
| 4. März  | Simon van der Meer               | niederländischer Physiker                                                                                           | 85         |        |
| 4. März  | Johnny Preston                   | US-amerikanischer Sänger                                                                                            | 71         |        |
| 4. März  | Granville Ramage                 | britischer Diplomat                                                                                                 | 91         |        |
| 4. März  | August Ségur-Cabanac             | österreichischer General                                                                                            | 88         | [ 2 ]  |
| 4. März  | Michail Simonow                  | sowjetischer Flugzeugkonstrukteur                                                                                   | 81         |        |
| 4. März  | Arjun Singh                      | indischer Politiker                                                                                                 | 80         |        |
| 4. März  | Alenoush Terian                  | iranische Astrophysikerin                                                                                           | 90         |        |
| 4. März  | Father Tom Vaughn                | US-amerikanischer Jazzpianist und Priester                                                                          | 74         |        |
| 4. März  | Yishak Zewde                     | äthiopischer Bischof                                                                                                | 75         |        |
| 5. März  | Eivor Alm                        | schwedische Skilangläuferin                                                                                         | 86         |        |
| 5. März  | Wolfgang Amberger                | deutscher Schauspieler, Regisseur, Oberspielleiter und Autor                                                        | 71         |        |
| 5. März  | Heinz Dabelow                    | deutscher Politiker                                                                                                 | 88         |        |
| 5. März  | Wolfgang Fischer                 | deutscher Kirchenmusiker und Kirchenliederkomponist                                                                 | 78         | [ 3 ]  |
| 5. März  | Alberto Granado                  | argentinisch-kubanischer Biochemiker                                                                                | 88         |        |
| 5. März  | Robert Griesbeck                 | deutscher Grafiker, Fotograf, Autor und Herausgeber                                                                 | 60         |        |
| 5. März  | Oswald Hirmer                    | deutscher Missionsbischof                                                                                           | 81         |        |
| 5. März  | JoGayle Howard                   | US-amerikanische Tierärztin und Reproduktionsmedizinerin                                                            | 59         |        |
| 5. März  | Bob McCoy                        | US-amerikanischer Trompeter                                                                                         | 81         |        |
| 5. März  | Andrea Nold                      | Schweizer Künstler und Lehrer                                                                                       | 90         |        |
| 5. März  | Harry Pappas                     | US-amerikanischer Basketballtrainer                                                                                 | 79         |        |
| 5. März  | Kurt Rommel                      | deutscher Pfarrer und Kirchliedkomponist                                                                            | 84         |        |
| 5. März  | Lina Ron                         | venezolanische Politikerin                                                                                          | 51         |        |
| 5. März  | Roger Vanhaverbeke               | belgischer Jazz-Bassist                                                                                             | 80         |        |
| 6. März  | Marie-Andrée Bertrand            | kanadische Kriminalistin                                                                                            | 85         |        |
| 6. März  | Bekai Camara                     | gambischer Politiker                                                                                                | 43 oder 44 | [ 4 ]  |
| 6. März  | Kippy Casado                     | mexikanische Schauspielerin                                                                                         | 71         |        |
| 6. März  | Jacob E. Cooke                   | US-amerikanischer Historiker                                                                                        | 86         |        |
| 6. März  | Gyula Emsberger                  | ungarischer Fußballschiedsrichter                                                                                   | 86         |        |
| 6. März  | Herman Ernest                    | US-amerikanischer Musiker                                                                                           | 59         |        |
| 6. März  | Brigitte Friang                  | französische Widerstandskämpferin und Journalistin/Kriegsberichterstatterin                                         | 87         |        |
| 6. März  | Evelyn Fuchs                     | deutsch-österreichische Regisseurin und Schauspielerin                                                              | 53         |        |
| 6. März  | Polycarpose Geevarghese          | indischer Bischof                                                                                                   | 77         |        |
| 6. März  | Agnes-Marie Grisebach            | deutsche Schriftstellerin                                                                                           | 97         | [ 5 ]  |
| 6. März  | Oddmund Jensen                   | norwegischer Skilangläufer                                                                                          | 82         |        |
| 6. März  | Siegfried Lienhard               | österreichischer Indologe und Hochschullehrer                                                                       | 86         |        |
| 6. März  | Werner Muensterberger            | deutscher Psychoanalytiker                                                                                          | 97         |        |
| 6. März  | Chandler David Owens             | US-amerikanischer Bischof                                                                                           | 79         |        |
| 6. März  | Ján Popluhár                     | tschechoslowakischer Fußballspieler                                                                                 | 75         |        |
| 6. März  | Wolfgang Sabath                  | deutscher Journalist                                                                                                | 73         |        |
| 6. März  | Edward Ullendorff                | britischer Semitist                                                                                                 | 91         |        |
| 7. März  | Lily van Angeren-Franz           | deutsche Sintizza                                                                                                   | 87         |        |
| 7. März  | Cándido Bido                     | dominikanischer Maler                                                                                               | 74         |        |
| 7. März  | Gandolf Buschbeck                | österreichischer Bühnen- und Filmschauspieler sowie Bühnenregisseur und Intendant                                   | 84         |        |
| 7. März  | Arnie Carruthers                 | US-amerikanischer Jazzpianist                                                                                       | 81         |        |
| 7. März  | Louis Daniel                     | antiguanischer Journalist                                                                                           | 50         |        |
| 7. März  | Klaus Ebeling                    | deutscher Schauspieler                                                                                              | 79         |        |
| 7. März  | Adrián Escudero                  | spanischer Fußballspieler                                                                                           | 83         |        |
| 7. März  | John A. S. Grenville             | deutsch-britischer Historiker                                                                                       | 83         |        |
| 7. März  | Milka Ivić                       | jugoslawische Linguistin                                                                                            | 87         |        |
| 7. März  | Mychajlo Kadez                   | sowjetischer Mathematiker                                                                                           | 87         |        |
| 7. März  | Hans K. LaRondelle               | niederländisch-amerikanischer systematischer Theologe                                                               | 81         |        |
| 7. März  | Wilfried Lochte                  | deutscher Manager                                                                                                   | 83         |        |
| 7. März  | Lutz Rudolph                     | deutscher Designer                                                                                                  | 74         |        |
| 7. März  | Ruth Schob-Lipka                 | deutsche Opernsängerin (Mezzosopran)                                                                                | 82         |        |
| 7. März  | Wolfram Schultze-Motel           | deutscher Botaniker                                                                                                 | 77         |        |
| 7. März  | Rudolf Suter                     | Schweizer Politiker                                                                                                 | 96         |        |
| 8. März  | Amir Masoud Boroumand            | iranischer Fußballspieler                                                                                           | 82         |        |
| 8. März  | Richard Campbell                 | britischer Musiker                                                                                                  | 55         |        |
| 8. März  | Marina Coffa                     | italienische Schauspielerin                                                                                         | 59         |        |
| 8. März  | Ellen Faison                     | US-amerikanische Schauspielerin                                                                                     | 78         |        |
| 8. März  | Herb Kawainui Kane               | US-amerikanischer Historiker und Künstler                                                                           | 82         |        |
| 8. März  | Moses Katjiuongua                | namibischer Politiker                                                                                               | 68         |        |
| 8. März  | Marcelle Lagesse                 | mauritische Schriftstellerin und Journalistin                                                                       | 95         |        |
| 8. März  | Sally Meyerhoff                  | US-amerikanische Langstreckenläuferin                                                                               | 27         |        |
| 8. März  | St. Clair Lee                    | US-amerikanischer Musiker                                                                                           | 66         |        |
| 8. März  | Mike Starr                       | US-amerikanischer Musiker                                                                                           | 44         |        |
| 8. März  | Josef Weilhammer                 | deutscher Kirchenmaler, Maler, Zeichner und Grafiker                                                                | 81         |        |
| 9. März  | Iradsch Afschār                  | iranischer Historiker                                                                                               | 85         |        |
| 9. März  | Jacques Brichant                 | belgischer Tennisspieler                                                                                            | 80         |        |
| 9. März  | David S. Broder                  | US-amerikanischer Journalist                                                                                        | 81         |        |
| 9. März  | Seán Cronin                      | irischer Terrorist und Journalist                                                                                   | 88         |        |
| 9. März  | Peter Gavajda                    | deutscher Schauspieler                                                                                              | 68         |        |
| 9. März  | Adulf Peter Goop                 | Liechtensteiner Rechtsberater, Heimatkundler und Mäzen                                                              | 90         |        |
| 9. März  | Andrew Hao Jinli                 | chinesischer Bischof                                                                                                | 95         |        |
| 9. März  | Bertil Karlsson                  | schwedischer Eishockeyspieler                                                                                       | 73         | [ 6 ]  |
| 9. März  | Remzi Kolgeci                    | jugoslawischer Politiker                                                                                            | 63         |        |
| 9. März  | Bob Marcucci                     | US-amerikanischer Musikproduzent                                                                                    | 81         |        |
| 9. März  | Eiko Matsuda                     | japanische Schauspielerin                                                                                           | 58         |        |
| 9. März  | Helmut Pieper                    | deutscher Jurist und Hochschullehrer                                                                                | 89         |        |
| 9. März  | Frank Radschunat                 | deutscher Politiker (PDS), MdL                                                                                      | 52         |        |
| 9. März  | Hans-Wilhelm Renkhoff            | deutscher Unternehmer                                                                                               | 84         |        |
| 9. März  | Inge Sørensen                    | dänische Schwimmerin                                                                                                | 86         |        |
| 9. März  | Klaus Iserlohe                   | deutscher Bildhauer                                                                                                 | 82         |        |
| 10. März | Gernot Boche                     | deutscher Chemiker                                                                                                  | 72         | [ 7 ]  |
| 10. März | Mario Clavell                    | argentinischer Sänger und Komponist                                                                                 | 88         |        |
| 10. März | Rainer Dorndeck                  | deutscher Fotograf                                                                                                  | 70         |        |
| 10. März | Monica Esposito                  | italienische Taoismus-Forscherin                                                                                    | 48         |        |
| 10. März | Walter M. Fitch                  | US-amerikanischer Molekularbiologe                                                                                  | 81         |        |
| 10. März | Günter Gollasch                  | deutscher Klarinettist und Bandleader                                                                               | 88         | [ 8 ]  |
| 10. März | Ralf Gollmitzer                  | deutscher Musiker                                                                                                   | 45         |        |
| 10. März | Bernd Hahn                       | deutscher Maler, Grafiker und Fotograf                                                                              | 56         |        |
| 10. März | Nick Harbaruk                    | polnisch-kanadischer Eishockeyspieler                                                                               | 67         |        |
| 10. März | Harald-Dietrich Kühne            | deutscher Politiker (CDU), Professor für Außen- und Weltwirtschaft an der MLU, Volkskammerabgeordneter              | 78         |        |
| 10. März | W. J. Maryson                    | niederländischer Schriftsteller                                                                                     | 60         |        |
| 10. März | Franz Massinger                  | deutscher Pianist                                                                                                   | 66         |        |
| 10. März | Rienk Onsman                     | niederländischer Fußballspieler                                                                                     | 67         |        |
| 10. März | Hans Edgar Reis                  | deutscher Mediziner                                                                                                 | 71         |        |
| 10. März | Emmett J. Rice                   | US-amerikanischer Wirtschaftswissenschaftler und Bankmanager                                                        | 91         |        |
| 10. März | Jürgen Sauer                     | deutscher Chemiker                                                                                                  | 79         |        |
| 10. März | Ralf Schüler                     | deutscher Architekt                                                                                                 | 80         |        |
| 10. März | Eddie Snyder                     | US-amerikanischer Musiker                                                                                           | 92         |        |
| 10. März | Walter Tuschla                   | deutscher Dirigent und Komponist                                                                                    | 72         |        |
| 10. März | David Viñas                      | argentinischer Schriftsteller                                                                                       | 83         |        |
| 11. März | Jörg Brena                       | deutscher Sänger, Musiker und Hochschullehrer                                                                       | 89         |        |
| 11. März | Klaus Peter Cadsky               | deutsch-schweizerischer Karikaturist                                                                                | 73         |        |
| 11. März | Arno Forchert                    | deutscher Musikwissenschaftler                                                                                      | 85         | [ 9 ]  |
| 11. März | Ema Geron                        | bulgarisch-israelische Sportpsychologin                                                                             | 90         |        |
| 11. März | Willy Horváth                    | deutscher Violinist                                                                                                 | 93         |        |
| 11. März | Friedrich Liebau                 | deutscher Chemiker                                                                                                  | 84         |        |
| 11. März | Eckhard Löser                    | deutscher Biochemiker                                                                                               | 72         |        |
| 11. März | Hugh Martin                      | US-amerikanischer Komponist                                                                                         | 96         |        |
| 11. März | Anna Mutter                      | österreichische Malerin                                                                                             | 92         |        |
| 11. März | Valter Nyström                   | schwedischer Langstreckenläufer                                                                                     | 95         |        |
| 11. März | Jožef Šavli                      | slowenischer Sozial- und Wirtschaftswissenschaftler                                                                 | 67         |        |
| 11. März | Werner J. Schweiger              | österreichischer Kunsthistoriker                                                                                    | 62         | [ 10 ] |
| 11. März | Hilde Sherman                    | deutsch-kolumbianische Jüdin, Holocaustüberlebende                                                                  | 87         |        |
| 11. März | Donny George Youkhanna           | irakischer Archäologe                                                                                               | 60         | [ 11 ] |
| 12. März | Amos Stanley Waiaru              | melanesischer Bischof                                                                                               | 67         |        |
| 12. März | Günter Amendt                    | deutscher Sozialwissenschaftler                                                                                     | 71         |        |
| 12. März | Armin Herbert Arnold             | Schweizer Literaturwissenschaftler                                                                                  | 79         |        |
| 12. März | Karl Delorme                     | deutscher Politiker                                                                                                 | 91         | [ 12 ] |
| 12. März | Olive Dickason                   | kanadische Historikerin                                                                                             | 91         |        |
| 12. März | Juan García-Santacruz Ortiz      | spanischer Bischof                                                                                                  | 78         |        |
| 12. März | Karlfried Gründer                | deutscher Philosoph                                                                                                 | 82         |        |
| 12. März | Paula Häiväoja                   | finnische Schmuckdesignerin und Modedesignerin                                                                      | 81         |        |
| 12. März | Jan Hugens                       | niederländischer Radrennfahrer                                                                                      | 71         |        |
| 12. März | Shifra Lerer                     | US-amerikanische Schauspielerin                                                                                     | 95         |        |
| 12. März | Joe Morello                      | US-amerikanischer Jazz-Schlagzeuger                                                                                 | 82         |        |
| 12. März | Dietmar Mues                     | deutscher Schauspieler                                                                                              | 65         |        |
| 12. März | Nilla Pizzi                      | italienische Sängerin                                                                                               | 91         |        |
| 12. März | Jordi Serrat                     | spanischer Schauspieler                                                                                             | 81         |        |
| 12. März | Owsley Stanley                   | US-amerikanischer Toningenieur und Drogenhändler                                                                    | 76         |        |
| 12. März | Günther Strößner                 | deutscher Geodät und Beamter                                                                                        | 80         |        |
| 12. März | Tawfik Toubi                     | israelischer Politiker                                                                                              | 88         |        |
| 13. März | Egon Aderhold                    | deutscher Sprecherzieher und Schriftsteller                                                                         | 81         |        |
| 13. März | Béatrice von Boch-Galhau         | deutsche SOS-Kinderdorf-Mitgründerin                                                                                | 96         |        |
| 13. März | Hans Christian                   | österreichischer Opernsänger                                                                                        | 81         |        |
| 13. März | Erhard W. Fischer                | deutscher Physiker                                                                                                  | 82         |        |
| 13. März | Andreas Franz                    | deutscher Schriftsteller                                                                                            | 57         |        |
| 13. März | Gerda Kratz                      | deutsche Bildhauerin                                                                                                | 84         |        |
| 13. März | Karl Lackner                     | deutscher Jurist und Professor für Strafrecht                                                                       | 94         |        |
| 13. März | Rick Martin                      | kanadischer Eishockeyspieler                                                                                        | 59         | [ 13 ] |
| 13. März | Harold Massingham                | britischer Dichter                                                                                                  | 78         |        |
| 13. März | Gabriele Meyer-Dennewitz         | deutsche Malerin | 88         |        |
| 13. März | Andrés Resino                    | spanischer Schauspieler                                                                                             | 70         |        |
| 13. März | David Rumelhart                  | US-amerikanischer Psychologe und Kognitionswissenschaftler                                                          | 68         |        |
| 13. März | Toni Schröder                    | deutscher Politiker                                                                                                 | 78         |        |
| 13. März | Günter Sinn                      | deutscher Landschaftsarchitekt und Sachbuchautor                                                                    | 81         |        |
| 13. März | Nicholas Smisko                  | US-amerikanischer Bischof                                                                                           | 75         |        |
| 13. März | Leo Steinberg                    | US-amerikanischer Kunsthistoriker und Kunstkritiker                                                                 | 90         |        |
| 13. März | Sascha Wagener                   | deutsch-luxemburgischer Politiker                                                                                   | 33         |        |
| 13. März | Witali Wulf                      | russischer Kunsthistoriker                                                                                          | 80         |        |
| 14. März | Joachim Auth                     | deutscher Physiker und Hochschullehrer                                                                              | 80         |        |
| 14. März | Félix de Guarania                | paraguayischer Schriftsteller, Linguist und Sozialist                                                               | 86         | [ 14 ] |
| 14. März | Eduard Guschtschin               | sowjetischer Leichtathlet                                                                                           | 70         |        |
| 14. März | Eleonora Heine-Jundi             | deutsche Malerin, Grafikerin, Autorin und Dozentin                                                                  | 75 oder 76 |        |
| 14. März | Big Jack Johnson                 | US-amerikanischer Bluesmusiker                                                                                      | 70         |        |
| 14. März | Jānis Lauris                     | lettischer Stabhochspringer                                                                                         | 59         |        |
| 14. März | Konrad Schauenburg               | deutscher Klassischer Archäologe                                                                                    | 89         |        |
| 15. März | Chiquinha Gonzaga                | brasilianische Sängerin und Akkordeonistin                                                                          | 85         |        |
| 15. März | Mirko Aksentijević               | jugoslawischer Journalist                                                                                           | 88         |        |
| 15. März | Smiley Culture                   | britischer Reggaemusiker                                                                                            | 48         |        |
| 15. März | Nate Dogg                        | US-amerikanischer Rap-Musiker                                                                                       | 41         |        |
| 15. März | Michael Fuchs                    | österreichischer Fußballtrainer                                                                                     | 38         |        |
| 15. März | Vittorio Ghidella                | italienischer Automobilingenieur                                                                                    | 80         |        |
| 15. März | Michael W. Hansen                | deutscher Kabarettist und Sänger                                                                                    | 64         |        |
| 15. März | Hartmut Hoffmann-Berling         | deutscher Biologe                                                                                                   | 90         |        |
| 15. März | Musa Juma                        | kenianischer Benga-Sänger                                                                                           | 42         |        |
| 15. März | Roziya Karimova                  | usbekisch-sowjetischer Balletttänzerin, Sängerin, Schauspielerin und Choreografin                                   | 94         |        |
| 15. März | Yakov Kreizberg                  | US-amerikanischer Dirigent                                                                                          | 51         |        |
| 15. März | Jean Liedloff                    | US-amerikanische Autorin und Psychotherapeutin                                                                      | 84         |        |
| 15. März | Peter Loader                     | englischer Cricketspieler                                                                                           | 81         |        |
| 15. März | Mario Rodríguez                  | kubanischer Sänger                                                                                                  | 77         |        |
| 15. März | Leonid Lukitsch Michailjonok     | sowjetisch-russischer Bildhauer                                                                                     | 81         |        |
| 15. März | Giovanni B. Sala                 | italienischer Theologe und Philosoph                                                                                | 80         |        |
| 15. März | Robert Schoonjans                | belgischer Hindernisläufer                                                                                          | 85         |        |
| 15. März | Alfred Schwendtner               | deutscher Architekt                                                                                                 | 72         |        |
| 15. März | Melvin Sparks                    | US-amerikanischer Jazzmusiker                                                                                       | 64         |        |
| 15. März | Zoran Vuković                    | serbischer Maler und Hochschullehrer                                                                                | 63         |        |
| 16. März | André Duroméa                    | französischer Politiker und Widerstandskämpfer                                                                      | 93         |        |
| 16. März | Peter Emmrich                    | deutscher Pädiater                                                                                                  | 72         |        |
| 16. März | Gottfried Funeck                 | deutscher Gartenarchitekt und Leiter des Ost-Berliner Stadtgartenamtes                                              | 78         |        |
| 16. März | Quentin H. Gibson                | britisch-US-amerikanischer Biochemiker                                                                              | 92         |        |
| 16. März | Armen Halburian                  | US-amerikanischer Perkussionist                                                                                     | 77         |        |
| 16. März | Iwan Hel                         | ukrainischer Menschenrechtsaktivist, Schriftsteller und Politiker                                                   | 73         |        |
| 16. März | Jürgen Lensch                    | deutscher Tierarzt und Stiftungsgründer                                                                             | 85         |        |
| 16. März | Thomas Nkuissi                   | kamerunischer Bischof                                                                                               | 82         |        |
| 16. März | Josefina Rodríguez de Aldecoa    | spanische Schriftstellerin                                                                                          | 85         |        |
| 16. März | Nikolaus Rosiny                  | deutscher Architekt                                                                                                 | 84         |        |
| 16. März | Silvia Schlenstedt               | deutsche Germanistin                                                                                                | 79         |        |
| 16. März | Wolfgang Schneider               | deutscher Mediziner                                                                                                 | 78         |        |
| 17. März | Kym Bonython                     | australischer Impresario                                                                                            | 90         |        |
| 17. März | Barry Coward                     | britischer Historiker                                                                                               | 70         |        |
| 17. März | Abdelmoneim El-Guindi            | ägyptischer Boxer                                                                                                   | 74         |        |
| 17. März | Alberto Gallitti                 | italienischer Filmeditor                                                                                            | 84         |        |
| 17. März | Klaus Goerttler                  | deutscher Pathologe in Heidelberg                                                                                   | 85         |        |
| 17. März | Michael Gough                    | britischer Schauspieler                                                                                             | 94         |        |
| 17. März | Ferlin Husky                     | US-amerikanischer Country-Sänger                                                                                    | 85         |        |
| 17. März | Victor Kocher                    | Schweizer Journalist                                                                                                | 58         |        |
| 17. März | Hanna Köhler                     | deutsche Schauspielerin, Sängerin                                                                                   | 67         |        |
| 17. März | Georgi Albertowitsch Krassinski  | russischer Physiker und Astronom                                                                                    | 72         |        |
| 17. März | Murdoch Mitchison                | britischer Biologe                                                                                                  | 88         |        |
| 17. März | Irina Tigranova                  | russisch-armenische Musikwissenschaftlerin und Hochschullehrerin                                                    | 74         |        |
| 18. März | Se’ev Boim                       | israelischer Politiker                                                                                              | 67         |        |
| 18. März | Enzo Cannavale                   | italienischer Schauspieler                                                                                          | 82         |        |
| 18. März | Warren Christopher               | US-amerikanischer Politiker                                                                                         | 85         |        |
| 18. März | Antoinette Grimaldi              | monegassische Prinzessin; Schwester von Fürst Rainier III.; Tochter von Pierre de Polignac und Charlotte von Monaco | 90         |        |
| 18. März | Jet Harris                       | britischer Musiker                                                                                                  | 71         |        |
| 18. März | Otto Sagner                      | deutscher Buchhändler und Verleger                                                                                  | 91         |        |
| 18. März | Hamid Skif                       | algerischer Schriftsteller und Journalist                                                                           | 59         |        |
| 18. März | Wolfgang Spier                   | deutscher Schauspieler und Theaterregisseur                                                                         | 90         |        |
| 18. März | Klaus Storck                     | deutscher Cellist und Hochschullehrer                                                                               | 83         |        |
| 18. März | Woody Sonship Theus              | US-amerikanischer Jazzmusiker                                                                                       | 58         | [ 15 ] |
| 19. März | Patrick Vincent Ahern            | US-amerikanischer Bischof                                                                                           | 92         |        |
| 19. März | Alina Brodzka-Wald               | polnische Literaturhistorikerin und Professorin                                                                     | 81         |        |
| 19. März | Guillermo Ford                   | panamaischer Politiker                                                                                              | 74         |        |
| 19. März | Dietrich Grille                  | deutscher Politikwissenschaftler und Historiker                                                                     | 75         |        |
| 19. März | Wiktor Iwanowitsch Iljuchin      | russischer Politiker                                                                                                | 62         |        |
| 19. März | Åke Johansson                    | schwedischer Jazzpianist                                                                                            | 74         |        |
| 19. März | Jörn Klamroth                    | deutscher Fernsehproduzent                                                                                          | 66         |        |
| 19. März | Pete Laframboise                 | kanadischer Eishockeyspieler                                                                                        | 61         |        |
| 19. März | Gustav Lantschner                | österreichisch-deutscher Skirennläufer                                                                              | 100        |        |
| 19. März | Mohammed Nabus                   | libyscher Journalist                                                                                                | 28         |        |
| 19. März | Navin Nischol                    | indischer Schauspieler                                                                                              | 65         |        |
| 19. März | Werner Remmers                   | deutscher Politiker                                                                                                 | 80         |        |
| 19. März | Otto Schlichter                  | deutscher Jurist | 80         |        |
| 19. März | J. Laurie Snell                  | US-amerikanischer Mathematiker                                                                                      | 86         |        |
| 20. März | Hafiz Saleh Muhammad Alladin     | indischer Astronom                                                                                                  | 80         |        |
| 20. März | Lothar Brandes                   | deutscher Maler | 84         |        |
| 20. März | Bob Christo                      | australischer Schauspieler                                                                                          | 72         |        |
| 20. März | Kurt Hauenstein                  | österreichischer Musiker                                                                                            | 62         |        |
| 20. März | Agostinho Stefan Januszewicz     | polnischer Bischof                                                                                                  | 80         |        |
| 20. März | Ian G. Kidd                      | britischer Altphilologe und Philosophiehistoriker                                                                   | 89         |        |
| 20. März | Ralph Mooney                     | US-amerikanischer Gitarrist                                                                                         | 82         |        |
| 20. März | Willi Opitz                      | deutscher Jurist | 82         |        |
| 20. März | Jonathan Rowe                    | US-amerikanischer Journalist                                                                                        | 65         |        |
| 20. März | Heinz Steinert                   | österreichischer Soziologe                                                                                          | 68         |        |
| 20. März | Adrián de Vicente                | argentinischer Fußballspieler und Spielerberater                                                                    | 46         |        |
| 20. März | Albert Verdoodt                  | belgischer Sozialwissenschaftler und Hochschullehrer                                                                | 85         |        |
| 20. März | Dorothy Young                    | US-amerikanische Tänzerin                                                                                           | 103        |        |
| 21. März | Nikolai Andrianow                | sowjetischer Turner                                                                                                 | 58         |        |
| 21. März | Hans J. Bär                      | Schweizer Bankier                                                                                                   | 83         |        |
| 21. März | Alexander von Branca             | deutscher Architekt                                                                                                 | 92         |        |
| 21. März | Patrick Faulstich                | US-amerikanischer Filmproduzent                                                                                     | 55         |        |
| 21. März | Bohumil Fišer                    | tschechischer Politiker                                                                                             | 67         |        |
| 21. März | Bill Harriott                    | kanadischer Skirennläufer                                                                                           | 52         | [ 16 ] |
| 21. März | Loleatta Holloway                | US-amerikanische Sängerin                                                                                           | 64         |        |
| 21. März | Gerd Klier                       | deutscher Fußballspieler                                                                                            | 67         |        |
| 21. März | Hansl Krönauer                   | deutscher Schlagersänger                                                                                            | 78         |        |
| 21. März | Ladislav Novák                   | tschechoslowakischer Fußballspieler und -trainer                                                                    | 79         |        |
| 21. März | Hideko Okiyama                   | japanische Filmschaffende (Schauspielerin, Regie) und Jazzsängerin                                                  | 65         |        |
| 21. März | Pinetop Perkins                  | US-amerikanischer Blues-Musiker                                                                                     | 97         |        |
| 21. März | Hansjürgen Schierbaum            | deutscher Politiker                                                                                                 | 86         |        |
| 21. März | Tatjana Schuk                    | sowjetische Eiskunstläuferin                                                                                        | 65         |        |
| 21. März | Kjeld Tolstrup                   | dänischer DJ | 45         |        |
| 21. März | Rüdiger Vahldieck                | deutscher Elektroingenieur                                                                                          | 59         |        |
| 21. März | Gisbert Winnewisser              | deutscher Astrophysiker                                                                                             | 74         |        |
| 21. März | Joe Wizan                        | US-amerikanischer Filmproduzent                                                                                     | 76         |        |
| 21. März | Katherine Strnad-Walsh           | irische Historikerin                                                                                                | 65         |        |
| 22. März | Nadia Barentin                   | französische Schauspielerin                                                                                         | 74         |        |
| 22. März | Hans Boskamp                     | niederländischer Schauspieler und Fußballspieler                                                                    | 78         |        |
| 22. März | Victor Bouchard                  | kanadischer Pianist und Komponist                                                                                   | 84         |        |
| 22. März | Detlef Bramigk                   | deutscher Ingenieur                                                                                                 | 75         |        |
| 22. März | Mathilde Brini                   | französische Chemikerin und Hochschullehrerin                                                                       | 91         |        |
| 22. März | Patrick Doeplah                  | liberianischer Fußballspieler                                                                                       | 20         |        |
| 22. März | Philippe Flajolet                | französischer Informatiker                                                                                          | 62         |        |
| 22. März | Gert Huffmann                    | deutscher Neurologe                                                                                                 | 81         | [ 17 ] |
| 22. März | Viljar Loor                      | estnischer Volleyballspieler und -trainer                                                                           | 57         |        |
| 22. März | Günther Meergans                 | deutscher Nordischer Kombinierer                                                                                    | 95         |        |
| 22. März | Olivier Raoux                    | französischer Filmausstatter                                                                                        | 49         |        |
| 22. März | Zoogz Rift                       | US-amerikanischer Musiker, Maler und Wrestling-Promoter                                                             | 57         |        |
| 22. März | Helen Stenborg                   | US-amerikanische Schauspielerin                                                                                     | 86         |        |
| 22. März | Jürg Tschopp                     | Schweizer Biochemiker und Immunologe                                                                                | 60         |        |
| 22. März | Maria Vilardell i Viñas          | katalanische klassische Pianistin und Musikförderin                                                                 | 89         |        |
| 23. März | José Argüelles                   | US-amerikanischer Esoterik-Autor                                                                                    | 72         |        |
| 23. März | Henry Jerome                     | US-amerikanischer Jazztrompeter und Bigband-Leader                                                                  | 93         | [ 18 ] |
| 23. März | Renate König-Schalinski          | deutsche Malerin, Bildhauerin und Emailleurin                                                                       | 68         |        |
| 23. März | Živorad Kovačević                | jugoslawischer Politiker und Diplomat                                                                               | 80         |        |
| 23. März | Richard Leacock                  | britischer Dokumentarfilmer                                                                                         | 89         |        |
| 23. März | Lech Leciejewicz                 | polnischer Historiker                                                                                               | 80         |        |
| 23. März | Rolf Linnemann                   | deutscher Kabarettist und Chansonnier                                                                               | 71         |        |
| 23. März | Oliver Paget                     | österreichischer Zoologe                                                                                            | 88         |        |
| 23. März | Bernhard Stirnemann              | Schweizer Liedermacher                                                                                              | 74         |        |
| 23. März | Trevor Storton                   | englischer Fußballspieler                                                                                           | 61         |        |
| 23. März | Guillermo Tineo Leigue           | bolivianischer Politiker und Diplomat                                                                               |            |        |
| 23. März | Wolfgang Meyer                   | deutscher Journalist und Funktionär in der DDR                                                                      | 76         |        |
| 23. März | Elizabeth Taylor                 | US-amerikanisch-britische Schauspielerin                                                                            | 79         |        |
| 23. März | Fred Titmus                      | britischer Cricketspieler                                                                                           | 78         |        |
| 23. März | Fritz Tschannen                  | Schweizer Musiker und Skispringer                                                                                   | 90         |        |
| 23. März | Leonard Weinglass                | US-amerikanischer Rechtsanwalt und Bürgerrechtler                                                                   | 77         |        |
| 23. März | Jean Bartik                      | US-amerikanische Programmiererin                                                                                    | 86         |        |
| 24. März | Affonso Camargo                  | brasilianischer Politiker                                                                                           | 81         | [ 19 ] |
| 24. März | Hernán Carvallo                  | chilenischer Fußballspieler                                                                                         | 88         |        |
| 24. März | Karl Doehring                    | deutscher Rechtswissenschaftler                                                                                     | 92         | [ 20 ] |
| 24. März | Julian Gbur                      | polnischer Bischof                                                                                                  | 68         |        |
| 24. März | Hanni Gehring                    | deutsche Skilangläuferin                                                                                            | 84         |        |
| 24. März | Otto Geisler                     | deutscher Ingenieur                                                                                                 | 75         |        |
| 24. März | Lotte Köhler                     | deutsch-amerikanische Germanistin und Vertraute von Hannah Arendt                                                   | 91         |        |
| 24. März | Dudley Laws                      | jamaikanisch-kanadischer Bürgerrechtsaktivist                                                                       | 76         |        |
| 24. März | Henry Makgothi                   | südafrikanischer Politiker                                                                                          | 82         |        |
| 24. März | Anselmo Müller                   | brasilianischer Bischof                                                                                             | 79         |        |
| 24. März | Gloria Valencia                  | kolumbianische Fernsehmoderatorin                                                                                   | 83         |        |
| 24. März | Lanford Wilson                   | US-amerikanischer Dramatiker                                                                                        | 73         |        |
| 25. März | Valentín Arias                   | spanischer Autor und Übersetzer                                                                                     | 76         | [ 21 ] |
| 25. März | Floyd Bedbury                    | US-amerikanischer Eisschnellläufer                                                                                  | 73         |        |
| 25. März | César Benavides                  | chilenischer Generalleutnant und Politiker                                                                          | 99         |        |
| 25. März | Thomas Eisner                    | US-amerikanischer Verhaltensforscher und chemischer Ökologe                                                         | 81         |        |
| 25. März | Heinz Fibich                     | österreichischer Komponist                                                                                          | 74         |        |
| 25. März | Marija Issakowa                  | sowjetische Eisschnellläuferin                                                                                      | 90         |        |
| 25. März | Ullrich Masberg                  | deutscher Maschinenbauingenieur                                                                                     | 63         |        |
| 25. März | Luis María Estrada Paetau        | guatemaltekischer Bischof                                                                                           | 75         |        |
| 25. März | Karlheinz Richter                | deutscher Agrar- und Futterbauwissenschaftler                                                                       | 72         |        |
| 25. März | Eugen Roth                       | deutscher Bildhauer und Maler                                                                                       | 85         | [ 22 ] |
| 25. März | Werner Roth                      | deutscher Fußballspieler und -trainer                                                                               | 85         |        |
| 25. März | Jean Royer                       | französischer Politiker                                                                                             | 90         |        |
| 25. März | Klaus Vygen                      | deutscher Baurechtler und Hochschullehrer                                                                           | 72         |        |
| 25. März | John Scoullar                    | US-amerikanischer Theaterschaffender                                                                                | 61         |        |
| 26. März | Paul Baran                       | US-amerikanischer Informatiker                                                                                      | 84         |        |
| 26. März | Alexander Barykin                | russischer Rockmusiker                                                                                              | 59         |        |
| 26. März | Harry Coover                     | US-amerikanischer Erfinder                                                                                          | 94         |        |
| 26. März | Donatello Dubini                 | Schweizer Regisseur                                                                                                 | 55         | [ 23 ] |
| 26. März | Geraldine Ferraro                | US-amerikanische Politikerin                                                                                        | 75         |        |
| 26. März | František Havránek               | tschechoslowakischer Fußballspieler und -trainer                                                                    | 87         |        |
| 26. März | Ellen Helmus                     | niederländische Jazz- und Fusionmusikerin                                                                           | 53         |        |
| 26. März | Yrjö Hietanen                    | finnischer Kanute                                                                                                   | 83         |        |
| 26. März | Hans Jander                      | deutscher Konzertpianist und Hochschullehrer                                                                        | 80         |        |
| 26. März | Diana Wynne Jones                | britische Schriftstellerin                                                                                          | 76         |        |
| 26. März | Hans Kasdorf                     | deutscher Theologe und Steyler Missionar                                                                            | 82         |        |
| 26. März | Jean-Philippe Lecat              | französischer Politiker                                                                                             | 75         |        |
| 26. März | Elja Nikolskaja                  | sowjetische bzw. russische Ökonomin und Hochschullehrerin                                                           | 81         |        |
| 26. März | Anton Premsberger                | österreichischer Politiker                                                                                          | 86         | [ 24 ] |
| 26. März | Sydney Smith                     | deutsch-englischer Autor und Lehrer                                                                                 | 83         | [ 25 ] |
| 26. März | Raymond-Maria Tchidimbo          | guineischer Erzbischof                                                                                              | 90         |        |
| 26. März | Aloysius Winter                  | deutscher Theologe                                                                                                  | 79         |        |
| 27. März | Francesca Yardenit Albertini     | deutsche Religionswissenschaftlerin                                                                                 | 36         |        |
| 27. März | Jeff Andrus                      | US-amerikanischer Drehbuchautor und Schriftsteller                                                                  | 64         |        |
| 27. März | Clement Athelston Arrindell      | britischer Politiker (St. Kitts und Nevis)                                                                          | 79         |        |
| 27. März | Heiko R. Blum                    | deutscher Filmkritiker und Autor                                                                                    | 75         |        |
| 27. März | José Comblin                     | belgischer Theologe                                                                                                 | 88         |        |
| 27. März | Georg Engl                       | italienischer Schriftsteller und Publizist (Südtirol)                                                               | 59         |        |
| 27. März | Heiner Gschwendt                 | italienischer Maler und Graphiker (Südtirol)                                                                        | 97         |        |
| 27. März | Farley Granger                   | US-amerikanischer Schauspieler                                                                                      | 85         |        |
| 27. März | Heiner Gschwendt                 | italienischer Maler und Graphiker (Südtirol)                                                                        | 97         |        |
| 27. März | H. R. F. Keating                 | britischer Schriftsteller                                                                                           | 84         |        |
| 27. März | Günther Mund                     | deutsch-chilenischer Wasserspringer und Unternehmer                                                                 | 76         | [ 26 ] |
| 27. März | Wolfgang Neutz                   | deutscher Musiker                                                                                                   | 64         |        |
| 27. März | Hans Stadelmann                  | Schweizer Politiker                                                                                                 | 93         | [ 27 ] |
| 27. März | Hans Stumpf                      | deutschamerikanischer Musiker                                                                                       | 84         | [ 28 ] |
| 27. März | Hélène Surgère                   | französische Schauspielerin                                                                                         | 82         |        |
| 27. März | George Tooker                    | US-amerikanischer Maler                                                                                             | 90         |        |
| 27. März | Fritz Wagner                     | deutscher Mittel- und Neulateinischer Philologe                                                                     | 76         |        |
| 28. März | Horst Cotta                      | deutscher Mediziner                                                                                                 | 82         |        |
| 28. März | Charles Delzell                  | US-amerikanischer Historiker                                                                                        | 91         |        |
| 28. März | Wenche Foss                      | norwegische Schauspielerin                                                                                          | 93         |        |
| 28. März | Lee Hoiby                        | US-amerikanischer Opernkomponist                                                                                    | 85         |        |
| 28. März | Remigius Kaufmann                | schweizerischer Politiker                                                                                           | 85         |        |
| 28. März | Robert T. Moeller                | US-amerikanischer Vice Admiral; stellvertretender Kommandeur für Militäroperationen des "US Africa Command"         | 60         |        |
| 28. März | Sonia Osorio                     | kolumbianische Tänzerin                                                                                             | 83         |        |
| 28. März | Pilar Ribeiro                    | portugiesische Mathematikerin und Hochschullehrerin                                                                 | 99         |        |
| 28. März | Bill Scarlett                    | US-amerikanischer Jazzmusiker und Hochschullehrer                                                                   | 82         |        |
| 28. März | Karl-Hermann Simon               | deutscher Forstwissenschaftler                                                                                      | 80         |        |
| 28. März | Esben Storm                      | australischer Fernsehproduzent                                                                                      | 60         |        |
| 29. März | José Alencar                     | brasilianischer Politiker und Unternehmer                                                                           | 79         |        |
| 29. März | Hans-Jürgen Ambrosius            | deutscher Gewerkschaftsfunktionär                                                                                   | 71         |        |
| 29. März | Bob Benny                        | belgischer Sänger                                                                                                   | 84         |        |
| 29. März | Herbert Britz                    | deutscher Arzt und Verbandsfunktionär                                                                               | 93         |        |
| 29. März | Giuseppe D’Agata                 | italienischer Schriftsteller                                                                                        | 83?        |        |
| 29. März | Xavier Deniau                    | französischer Politiker                                                                                             | 87         |        |
| 29. März | Marguerite-Marie Dubois          | französische Anglistin, Romanistin, Mediävistin und Lexikografin                                                    | 95         |        |
| 29. März | Rolf Friederichs                 | deutscher Maler und Grafiker                                                                                        | 73         |        |
| 29. März | Szilveszter Harangozó            | ungarischer Generalleutnant, stellvertretender Innenminister                                                        | 82         |        |
| 29. März | Iakovos Kambanellis              | griechischer Schriftsteller                                                                                         | 89         |        |
| 29. März | Edith Klestil                    | österreichische First Lady                                                                                          | 78         | [ 29 ] |
| 29. März | Ewa Nowacka                      | polnische Schriftstellerin                                                                                          | 76         |        |
| 29. März | Wolfgang Sünkel                  | deutscher Pädagoge                                                                                                  | 77         |        |
| 29. März | Robert Tear                      | britischer Tenor | 72         |        |
| 29. März | Emil Telizyn                     | ukrainisch-kanadischer Ikonenmaler, Kirchendekorateur und Bildhauer                                                 | 81         |        |
| 29. März | Endre Wolf                       | schwedischer Violinist und Hochschullehrer                                                                          | 97         |        |
| 30. März | Fritz Bringmann                  | deutscher Widerstandskämpfer                                                                                        | 93         |        |
| 30. März | Jorge Camacho                    | kubanischer Maler                                                                                                   | 77         |        |
| 30. März | Júlia Coromines                  | spanische Kinderärztin und Psychoanalytikerin                                                                       | 100        |        |
| 30. März | Patrick Fiole                    | französischer Journalist                                                                                            | 61         |        |
| 30. März | Ljudmila Gurtschenko             | russische Schauspielerin und Sängerin                                                                               | 75         |        |
| 30. März | Emil Herbolzheimer               | deutsch-spanischer Volkswirt                                                                                        | 66         |        |
| 30. März | Tom Kelleher                     | US-amerikanischer Schiedsrichter im American Football                                                               | 85         |        |
| 30. März | Víctor Licandro                  | uruguayischer Politiker und Militär                                                                                 | 93         |        |
| 30. März | Denis McLean                     | neuseeländischer Diplomat                                                                                           | 80         |        |
| 30. März | Thérèse Ngann                    | kamerunische Modedesignerin                                                                                         | 82         |        |
| 30. März | Roland Nungesser                 | französischer Politiker                                                                                             | 85         | [ 30 ] |
| 30. März | Chūryō Satō                      | japanischer Bildhauer                                                                                               | 98         |        |
| 30. März | Juan Carlos Toja Pintos          | uruguayischer Fußballspieler                                                                                        | 84         |        |
| 30. März | Andrés Trobat                    | spanischer Radrennfahrer                                                                                            | 85         |        |
| 30. März | Kurt Weidemann                   | deutscher Grafiker und Autor                                                                                        | 88         | [ 31 ] |
| 31. März | Harold V. Biellier               | US-amerikanischer Geflügelforscher                                                                                  | 90         |        |
| 31. März | David Bowen                      | britischer Rechtsmediziner                                                                                          | 87         |        |
| 31. März | Dora Bruck-Heinz                 | österreichische Kunsthistorikerin                                                                                   | 86         |        |
| 31. März | Pei Shen Chen                    | Schweizer Zoologe                                                                                                   | 93         |        |
| 31. März | Wilhelm Ludwig Christiansen      | deutscher Heimatforscher, Fremdenführer und Politiker                                                               |            |        |
| 31. März | Gil Clancy                       | US-amerikanischer Boxtrainer und -manager                                                                           | 88         |        |
| 31. März | Herbert Dinhof                   | österreichischer Politiker                                                                                          | 77         |        |
| 31. März | Oddvar Hansen                    | norwegischer Fußballspieler, -trainer, -funktionär und Tischtennisspieler                                           | 89         |        |
| 31. März | Claudia Heill                    | österreichische Judoka                                                                                              | 29         |        |
| 31. März | Tatjana Jukina                   | sowjetische Kinderdarstellerin                                                                                      | 57         |        |
| 31. März | Iida Momo                        | japanischer Schriftsteller                                                                                          | 84         | [ 32 ] |
| 31. März | Albert Liénard                   | belgischer Politiker                                                                                                | 73         |        |
| 31. März | Mel McDaniel                     | US-amerikanischer Country-Sänger                                                                                    | 68         |        |
| 31. März | Hiroshi Ōnishi                   | japanischer Maler und Hochschullehrer                                                                               | 49         |        |
| 31. März | Emanuel Vogel                    | deutscher Chemiker                                                                                                  | 83         |        |
| 31. März | Brynle Williams                  | britischer Politiker                                                                                                | 62         |        |
|          | Magdi Saad                       | ägyptischer Squashspieler und Trainer                                                                               |            |        |